# 岩崎芳美
岩崎 芳美（いわさき よしみ、1972年8月17日 - ）は、熊本県人吉市出身・徳島県在住の競艇選手。登録番号3611。身長158cm。血液型B型。71期。徳島支部所属。熊本県立人吉高等学校卒業。娘は樫葉新心（にこ。登録番号5334）。
同期には川北浩貴、山崎智也、深川真二らがいる。

## 来歴
- 競艇好きの父親に勧められて競艇選手に興味を持ち、一度受験をしたものの不合格。高校卒業後、スイミングスクールに就職してインストラクターとして働きながら2回目の受験で合格。
- 1992年11月にデビュー、熊本在住のまま福岡支部に所属。
- 2001年に同じ競艇選手の樫葉次郎（登録番号3820）と結婚し、2002年に徳島支部に転籍。同年3月、徳山競艇場でのJAL女子王座決定戦競走で優勝。
- 2004年前期から2005年前期にかけて産休。
- 復帰後まもなくしての三国競艇場での女子リーグで優勝。復帰2期目でA1に昇格を果たした。
- 2020年、鳴門競艇場で行われた第5回レディースオールスター競走で優勝。

## 人物・エピソード
- 本栖研修所時代は後輩にあたる72期生から「岩崎というのが（研修所を辞めて）帰らなかったらオレたちは絶対に残れる」と言われるほどの劣等生だったと語る[3]。
- 実家は熊本県人吉市でラーメン店「すずらんラーメン」を経営しており、レースに出場していない時は「看板娘」となって店を手伝っていた。なお、同店は岩崎が1000勝を達成したのを機に閉店している[3]。
- 新婚旅行は、夫の樫葉が遺跡などを見るのが好きだということでメキシコのカンクンへ。往復の航空券は女子王座決定戦優勝時の賞品だったJALのチケット（当時は行き先を自由に決められた）を利用したという[3]。
- レースの開会式ではヒロシのモノマネやピコ太郎のパフォーマンスを行うなど、三嶌誠司や西山貴浩と並ぶ競艇選手界のエンターテイナーとして知られている[3]。本人いわく、「高校生時代から人前で何かをするのが好きだった」という[3]が、樫葉は「面白くないからやめてくれ」と、これを快く思っていないようである[3]。
  - 2023年頃からは、徳島支部の女性選手を中心とするコスプレ集団「岩崎工務店」の社長役を務めている[4]。
- 趣味は手芸で、レース出場中は宿舎で編み物をしている[3]。
- 同期の海野ゆかりとは公私共に付き合いがある他、女子選手の主力選手としてお互いに切磋琢磨しあっている。

## SG・G1・G2優勝
- JAL女子王座決定戦競走（2002年徳山競艇場）
- レディースオールスター（2020年BOATRACE鳴門）